# Hospital general de Viena
El Hospital general de Viena (en alemán: Allgemeines Krankenhaus der Stadt Wien) es el centro médico de la Universidad de la ciudad de Viena, capital del país europeo de Austria. El centro es un gran hospital en Austria y Europa, y junto el Guy's Hospital en Londres (Inglaterra) y el Hospital Chris Hani Baragwanath en Johannesburgo, Sudáfrica con 85 m (279 pies) de altura de uno de los edificios hospitalarios más altos del mundo. También es el sitio donde funciona la Universidad de Medicina de Viena.
Los orígenes del Hospital General de Viena se remontan al tiempo en que el Dr. Johann Franckh, donó algunas propiedades, en 1686, después del final de la segunda guerra vienesa-turca, en el corredor Schaffernack para el establecimiento de un hospital militar.